# Werkwoord (Nederlands)
Dit artikel geeft hoofdzakelijk een overzicht van de vervoeging van Nederlandse werkwoorden, geordend naar grammaticale categorie en uitgewerkt met voorbeelden. De vervoeging is het veranderen van de vorm van Nederlandse werkwoorden om de tijd, persoon, modus of het aspect aan te geven. Er zijn regels voor de vervoeging, maar ook veel speciale gevallen en uitzonderingen.

## Basisvormen
De vormen die in morfologisch opzicht met name van belang zijn voor het maken van deze tijden zijn de infinitief, de vorm voor de verleden tijd enkelvoud en die van het voltooid deelwoord. Wanneer men deze drie vormen van een werkwoord kent, kan men in het Nederlands alle gebruikelijke tijden uitdrukken.

## Stam
Bijna alle Nederlandse infinitieven zijn meerlettergrepig met de laatste lettergreep uitgaand op -en. De enige uitzonderingen zijn de eenlettergrepige (monosyllabische) werkwoorden doen, gaan, slaan, staan, zien en zijn en hiervan afgeleide infinitieven met een voorvoegsel (prefix), zoals doorgaan en ontzien.
Om de stam van een werkwoord te vinden wordt de uitgang -en (of alleen -n als het werkwoord niet op -en eindigt) van de infinitief afgehaald. Hierbij treden in grote lijnen dezelfde fonologische veranderingen op als bij het verwijderen van de meervoudsuitgang -en van het zelfstandig naamwoord.
Samengestelde werkwoorden beginnen met een voorzetsel, zelfstandig naamwoord of ander woord. Het maakt deel uit van de infinitief: doorlopen, autorijden. Dit voorzetsel of zelfstandig naamwoord heeft dan de klemtoon. Zo'n samengesteld werkwoord wordt in de verbuiging vaak gescheiden (zie scheidbaar samengesteld werkwoord), bijvoorbeeld: loop jij eens door, doorgelopen en het is dan ook gemakkelijker de delen als aparte woorden te beschouwen. Het is niet altijd eenvoudig een voorzetsel of zelfstandig naamwoord te herkennen. Zo is bij doorzetten duidelijk sprake van een voorzetsel, maar bij doorzien (met klemtoon op zien) is dat niet het geval. Vormen van de aantonende wijs (zie onder) zijn daarom respectievelijk zet door en doorzag.
Er zijn een paar werkwoorden die op het eerste gezicht samengesteld ogen, maar waarvan de delen nimmer gescheiden worden. Bovendien is de vervoeging hiervan zwak zonder enige onregelmatigheden. Het gaat onder andere om stofzuigen, zweefvliegen en voetballen, met vervoegde vormen als stofzuigde en gevoetbald. Deze werkwoorden gedragen zich dus als niet-samengestelde werkwoorden.

### Voorvoegsel
Sommige werkwoorden beginnen met een voorvoegsel. De belangrijkste voorvoegsels zijn ver-, be-, onder-, ont-, ge- en her-.
Er is in dit geval geen sprake van een samengesteld werkwoord, zoals in de paragraaf hierboven. De voorvoegsels zijn, anders dan bij de meeste samengestelde werkwoorden, niet beklemtoond. Er zijn twee redenen waarom het nodig is een onbeklemtoond voorvoegsel te herkennen:
- De verbuiging van een werkwoord met voorvoegsel gaat (meestal) op dezelfde manier als die van het werkwoord zonder voorvoegsel. Bijvoorbeeld, de verleden tijd van vriezen is vroor, en de verleden tijd van bevriezen is dus bevroor.
- Heeft een werkwoord een voorvoegsel, dan vervalt het voorvoegsel ge- van het verleden deelwoord. Het verleden deelwoord van bevriezen is dus niet gebevroren, maar bevroren.[noten 1]

### Verleden tijd
De werkwoordsstam is ook van belang voor het vervoegen van het werkwoord in de verleden tijd, met name waar het de archaïsche tweede persoon enkelvoud betreft: gij. Deze vervoeging komt in het Noord-Nederlands niet veel meer voor, behalve in een vorm als gij waart. In de zuidelijke (Brabants gekleurde) spreektaal wordt echter nog op grote schaal gebruikgemaakt van de gij-vorm.

## Vervoeging

### Wijs
De vervoeging naar wijs is in het Nederlands niet erg uitgebreid wat het aantal vormen betreft (in tegenstelling tot die in bijvoorbeeld het Frans en Duits). Het Nederlands kent de onbepaalde, de aantonende, de aanvoegende, de voorwaardelijke en de gebiedende wijs.

#### Aantonende wijs
- De meest voorkomende wijs, die daarom ook als de basisvorm kan worden gezien, is de aantonende wijs of indicatief, bijvoorbeeld (eerste persoon enkelvoud, onvoltooid tegenwoordige tijd): ik maak. De aantonende wijs geeft aan dat de handeling vanuit het oogpunt van de spreker "werkelijk" plaatsheeft, dan wel plaats heeft gevonden of nog plaats zal vinden. Deze wijs wordt vervoegd in alle werkwoordstijden en met alle onderwerpen. De aantonende wijs is als in de volgende tabel:[noten 2]

| Persoon                                       | Tegenwoordige tijd (alleen van regelmatige werkwoorden) | Verleden tijd (alleen van zwakke werkwoorden) | Verleden tijd (alleen van zwakke werkwoorden) |
|                                               |                                                         | Stemhebbend                                   | Stemloos                                      |
| --------------------------------------------- | ------------------------------------------------------- | --------------------------------------------- | --------------------------------------------- |
| 1e persoon enkelvoud (ik)                     | stam (1)                                                | stam + de                                     | stam + te                                     |
| 2e persoon enkelvoud (jij, je)                | stam + t (2)                                            | stam + de                                     | stam + te                                     |
| idem, met pers vnw na het werkwoord           | stam (1)                                                | stam + de                                     | stam + te                                     |
| 2e persoon enkelvoud (u, gij, ge)             | stam + t (2)                                            | stam + det                                    | stam + tet                                    |
| 3e persoon enkelvoud (hij, zij, ze, het, men) | stam + t (2)                                            | stam + de                                     | stam + te                                     |
| 1e persoon meervoud (wij)                     | infinitief                                              | stam + den                                    | stam + ten                                    |
| 2e persoon meervoud (jullie)                  | infinitief; verouderd: stam + t (2)                     | stam + den                                    | stam + ten                                    |
| 3e persoon meervoud (zij, ze)                 | infinitief                                              | stam + den                                    | stam + ten                                    |

1. Eindigt de stam op -aa, dan valt een a weg in de spelling terwijl de klinker hetzelfde wordt uitgesproken als in de infinitief. Dit is het geval bij de infinitieven 'gaan' en 'staan'
2. Eindigt de stam op -t, dan wordt er geen extra t meer toegevoegd.

#### Gebiedende wijs
De gebiedende wijs geeft een bevel van de spreker weer. De gebiedende wijs wordt niet vervoegd naar tijd, de vervoeging naar persoon is beperkt tot het onderscheid enkelvoud-meervoud: "maak!" (enkelvoud) en "maakt (u)!" (meervouds- of beleefdsheidsvorm). Zie ook verderop in dit artikel.
De gebiedende wijs is in het Nederlands qua vorm verder gelijk aan ik-vorm van het werkwoord. Voorbeelden:
- "Ga weg!"
- "Doe eens gewoon!"

Soms wordt een onderwerp toegevoegd:
- "Kom jij eens hier."

In het meervoud werd vroeger de gebiedende wijs vervoegd met een -t achter de stam. Dit wordt echter in de praktijk vrijwel alleen nog maar gebruikt in formele teksten, versteende taalvormen en bevelen, waardoor het in andere situaties kan overkomen als een archaïsme. Voorbeelden:
- "Komt allen!" (gebiedende wijs van "Allen komen.")

In de praktijk wordt deze vorm dus niet veel meer gebruikt.
Voor de beleefdheidsvorm is de verbuiging met stam + -t de enig correcte als het persoonlijk voornaamwoord u wordt toegevoegd.
- "Leest u maar." (gebiedende wijs van "U leest.")
- "Neemt u plaats.

Het wederkerend voornaamwoord van u zou zich moeten zijn:
- "Weest u zich bewust." (gebiedende wijs van "U bent zich bewust.")
- "Schaamt u zich!" (gebiedende wijs van "U schaamt zich.")

In de praktijk wordt zich echter vervangen door u. Dan vervalt het andere u en bovendien de t van het werkwoord:
- "Wees u bewust."
- "Schaam u!"

"weest u" en "schaamt u" zijn meervoudsvormen.

#### Aanvoegende wijs
De aanvoegende wijs kan een wens, aansporing of onmogelijkheid weergeven. Het gebruik van de aanvoegende wijs is in het Nederlands - in tegenstelling tot veel andere talen - beperkt. De aanvoegende wijs in het Nederlands kent enkel nog in het enkelvoud een zichtbaar en hoorbaar verschil met de aantonende wijs. Het enkelvoud wordt gevormd door de -n van de infinitief weg te laten: "Leve de koningin", "Hij ruste in vrede", "Men neme een ons suiker", "Het zij zo". Met behulp van de context kunnen we een meervoud onderscheiden, bijvoorbeeld: "Leven de kinderen" en "Mogen zij rusten in vrede" zijn aanvoegend. Het Nederlands kent ook de aanvoegende wijs in de verleden tijd: "Ware het niet dat ...", "als het ware", "hadde hij niet...". De meeste vormen van de aanvoegende wijs gelden als verouderd, en de aanvoegende wijs in de verleden tijd wordt - buiten "ware(n)" - niet meer gebruikt.

#### Onbepaalde wijs
- De onbepaalde wijs (of infinitief, en vooral in het onderwijs vaak "het hele werkwoord" genoemd) kent in engere zin slechts één vorm: maken, zijn enz. In het Nederlands kunnen echter met behulp van infinitieven ook meervoudig samengestelde werkwoordsgroepen gevormd worden, zoals: gemaakt (te) hebben of gepakt (te) zullen worden.

De onbepaalde wijs of infinitief wordt niet naar tijd vervoegd. Er zijn echter wel voltooide, toekomstige en lijdende vormen van het werkwoord met de betekenis van infinitief. Deze worden gevormd met enkele hulpwerkwoorden en een (meestal verleden) deelwoord: gezien te zullen worden of gepakt te zijn. In deze vorm is het werkwoord een zelfstandig werkwoord. Om een doel aan te geven wordt het partikel (om) te toegevoegd:
hij hoopt te komen
hij was bang (om) gepakt te zullen worden
In combinatie met de hulpwerkwoorden zitten, liggen, lopen, staan en zelfs hangen ontstaat een gezegdeconstructie waarvan de betekenis vergelijkbaar is met die van de Engelse continuous tense:
ik liep te denken
de was hing te drogen
De onbepaalde wijs kan ook een opdracht of verplichting uitdrukken:
dat is nog te regelen
De onbepaalde wijs kan ook als het hoofdwerkwoord van een beknopte bijzin dienen:
hij vond het verschrikkelijk plotseling zonder geldige reden ontslagen te zijn
door een hond gebeten te zijn is geen pretje
na hem gezien te hebben liep zij naar huis.
- Als "het hele werkwoord" is de infinitief ook de vorm waarin het werkwoord als lemma in woordenboeken is opgenomen.

### Vervoeging naar persoon
In het Nederlands wordt, zoals in de meeste talen, het werkwoord vervoegd naar het onderwerp; hiermee wordt aangegeven of de handeling wordt uitgevoerd door de spreker (de eerste persoon), de aangesprokene (de tweede persoon), of een ander of iets anders (de derde persoon). Ook bestaat er een verschil tussen enkelvoudige en meervoudige onderwerpen. Samen leveren deze (twee maal drie) zes vervoegingsvormen in de stellende en vragende vorm:
|                | enkelvoud                      | enkelvoud                        | meervoud                                           | meervoud                    |
| stellend       | vragend                        | stellend                         | vragend                                            |                             |
| -------------- | ------------------------------ | -------------------------------- | -------------------------------------------------- | --------------------------- |
| eerste persoon | ik speel                       | speel ik?                        | wij / jullie / zij spelen verouderd: jullie speelt | spelen wij / jullie / zij ? |
| tweede persoon | jij speelt u speelt gij speelt | speel jij? speelt u? speelt gij? | wij / jullie / zij spelen verouderd: jullie speelt | spelen wij / jullie / zij ? |
| derde persoon  | hij / zij / het speelt         | speelt hij / zij / het?          | wij / jullie / zij spelen verouderd: jullie speelt | spelen wij / jullie / zij ? |

De meervoudsvormen van het werkwoord zijn identiek voor alle personen en in de tegenwoordige tijd gelijk aan de infinitief. Samengestelde werkwoorden worden echter gescheiden: meegaan - wij gaan mee. Er is verder nog een enkele uitzondering: wezen - wij zijn.

### Actief / passief
Werkwoorden kunnen in het Nederlands in de bedrijvende vorm (actief) of de lijdende vorm (passief) staan. Beide vormen kunnen gemaakt worden in alle werkwoordstijden en met alle onderwerpen. Met de bedrijvende vorm wordt uitgedrukt dat het onderwerp de handelende persoon of zaak is; met de lijdende vorm wordt de zaak omgedraaid: het onderwerp "ondergaat" dan de handeling.
De lijdende vorm wordt gemaakt door het voltooid deelwoord te combineren met een hulpwerkwoord (het "hulpwerkwoord van de lijdende vorm"). In onvoltooide tijden is dit het werkwoord "worden", in voltooide tijden "zijn".
Bijvoorbeeld: In de zin "Ik maak een lamp" duidt maak een handeling aan die door het onderwerp, ik, wordt uitgevoerd. Dit is de bedrijvende vorm.

In de zin "De lamp wordt gemaakt" duidt wordt gemaakt een handeling aan die door het onderwerp, de lamp wordt ondergaan. Dit is de lijdende vorm.

Andere voorbeelden: "Ik heb geslagen" - "Ik ben geslagen"; "Ik stuurde" - "Ik werd gestuurd"

#### Deelwoorden
In het Nederlands worden deelwoorden vooral gebruikt om samengestelde verleden tijden te vormen (voltooid deelwoord) en om beknopte bijzinnen te maken. Daarnaast kan een deelwoord gebruikt worden als bijvoeglijk naamwoord en als bijwoord. Een als bijwoord gebruikt deelwoord wordt ook wel gerundium genoemd. 
Het Nederlands kent twee soorten deelwoorden:
- Het onvoltooid of tegenwoordig deelwoord; gevormd door een -d aan de onbepaalde wijs toe te voegen. Bijvoorbeeld: "makend", "gaand". Een eventueel voorzetsel of zelfstandig naamwoord gaat daaraan vooraf. De enige uitzondering is het tegenwoordig deelwoord van de infinitief wezen: zijnd.
- Het voltooid deelwoord wordt gevormd door ge- vóór de stam en -d, -t of -en áchter de stam toe te voegen (onregelmatigheden voorbehouden). Bijvoorbeeld: "gemaakt", "gezegd". Een eventueel voorzetsel of zelfstandig naamwoord gaat daaraan vooraf. Heeft het werkwoord zelf al een prefix. dan vervalt ge-.

Voorbeelden:
- werken - gewerkt
- doorwerken - doorgewerkt
- verwerken - verwerkt

Deze deelwoorden kunnen beide gebruikt worden als bijvoeglijk naamwoord of als bijwoord. Voltooide deelwoorden hebben daarbij altijd een passieve betekenis, onvoltooide deelwoorden altijd een actieve:
- De bedankte man (voltooid, als bijvoeglijk naamwoord)
- De bedankende man (onvoltooid, als bijvoeglijk naamwoord)
- Bedankt liep hij over straat (voltooid, als bijwoord)
- Bedankend liep hij over straat (onvoltooid, als bijwoord)

Ze kunnen ook beide in het gezegde gebruikt worden voor het vormen van de tijden. Het onvoltooid deelwoord wordt echter in deze vorm amper nog gebruikt. Voor voorbeelden van gebruik: zie tabel.

### Vervoeging naar tijd
Behalve naar het onderwerp wordt het werkwoord ook vervoegd naar het tempus. Het Nederlands kent de volgende werkwoordstijden:
- De belangrijkste vorm is de onvoltooid tegenwoordige tijd of presens. Deze tijd geeft een handeling weer die op het moment van spreken plaatsvindt. Bijvoorbeeld: Ik maak.
- De tweede vorm is de onvoltooid verleden tijd (ovt). Deze geeft een handeling weer die in het verleden plaatsvond en waarvan het "afgerond zijn" niet nadrukkelijk aanwezig is. Bijvoorbeeld: Ik maakte.
- De voltooid tegenwoordige tijd (vtt) wordt gebruikt voor handelingen die gezien vanuit het moment van spreken in het verleden plaatsvonden en afgerond zijn. Voor deze vorm wordt het voltooid deelwoord gecombineerd met de tegenwoordige tijd van een van de hulpwerkwoorden "hebben" of "zijn". Bijvoorbeeld: Ik heb gemaakt/Ik ben gegaan.
- De voltooid verleden tijd (vvt) wordt gebruikt voor handelingen die vanuit het verleden gezien in het verleden plaatsvonden en al afgerond waren. Voor deze vorm wordt het voltooid deelwoord gecombineerd met de verleden tijd van een van de hulpwerkwoorden "hebben" of "zijn". Bijvoorbeeld: Ik had gemaakt/Ik was gegaan.

Hiernaast bestaan ook vier toekomende vormen van deze tijden. Deze worden gemaakt door een combinatie van het hulpwerkwoord "zullen" met
- de infinitief; bij onvoltooide tijden
- het voltooid deelwoord, plus de infinitief van het hulpwerkwoord "hebben" of "zijn"; bij voltooide tijden.

Bijvoorbeeld: Ik zal maken, Ik zou gegaan zijn.

#### Sterke, zwakke en onregelmatige werkwoorden
Op grond van de manier waarop Nederlandse werkwoorden de verleden tijd en het voltooid deelwoord vormen, worden ze traditioneel onderverdeeld in drie groepen: sterk, zwak en onregelmatig. Daarnaast zouden ook nog de onvolledige werkwoorden genoemd kunnen worden. Dit zijn vaak samengestelde vormen die alleen als infinitief of deelwoord gebruikt worden, zoals koppensnellen of discuswerpen. Deze werkwoorden hebben meestal geen verleden of voltooide vormen.
De vervoeging van zwakke werkwoorden wordt in het algemeen gekenmerkt door een achtervoegsel. Een ander kenmerk is dat de klinker van de stam in elke tijd hetzelfde is. Sterke werkwoorden krijgen geen achtervoegsel, maar kennen in plaats daarvan in de verleden tijd en het voltooid deelwoord klinkerwisseling in de stam, die vaak ook gemakkelijk is af te leiden uit de tegenwoordige tijd.

##### Terminologie
De termen sterk en zwak werkwoord zijn in de 19e eeuw bedacht door de Duitse taalkundige Jacob Grimm. In oudere descriptieve grammatica's van het Nederlands wordt meestal gesproken van "gelijkvloeiende" (=zwakke) versus "ongelijkvloeiende" (=sterke) werkwoorden.

##### Zwakke werkwoorden
De (regelmatig) zwakke werkwoorden zijn veruit het grootst in aantal. Ze hebben allemaal een verleden tijd met een zogeheten dentaalsuffix, dat wil zeggen het achtervoegsel -de(n) of -te(n).
- Wanneer de  laatste letter van de stam een stemloze medeklinker is, bijvoorbeeld hak en hap, dan wordt de -t- gebruikt (haak-te, gehaak-t en hap-te, gehapt).
- In andere gevallen, dus bij een klinker of stemhebbende medeklinker, bijvoorbeeld leef en rem, wordt de -d gebruikt (leef-de, geleefd en rem-de, gerem-d).

Als ezelsbruggetje wordt vaak het "'t kofschip" of "'t fokschaap" gehanteerd. De medeklinkers uit deze woorden zijn de stemloze plosieven en fricatieven uit de klankinventaris van het Nederlands (x, t, k, f, s, ch en p).
Twee voorbeelden van geheel regelmatige zwakke vervoegingen:
| soort      | stam   | onvoltooid verleden tijd | voltooid deelwoord |
| ---------- | ------ | ------------------------ | ------------------ |
| zwak op -t | werken | werkte                   | gewerkt            |
| zwak op -d | spelen | speelde                  | gespeeld           |

Als deze vormen bekend zijn kan in principe elke andere vorm worden afgeleid. Voor de tegenwoordige tijd worden de regels gevolgd van de eerste tabel op deze pagina. Voor de verleden tijd wordt voor het enkelvoud de bovenstaande vorm gebruikt en voor het meervoud de bovenstaande vorm +-(e)n.

##### Sterke werkwoorden
In het Nederlands zijn zeven hoofdklassen sterke werkwoorden te onderscheiden. Zes daarvan gaan rechtstreeks terug op de ablautsklassen van het Proto-Indo-Europees. De zevende klasse is een noviteit van het Proto-Germaans.
| Klasse | Hele werkwoord | Verleden tijd enkelvoud | Verleden tijd meervoud | Voltooid deelwoord |
| ------ | -------------- | ----------------------- | ---------------------- | ------------------ |
| 1      | rijden         | reed                    | reden                  | gereden            |
| 2a     | vriezen        | vroor                   | vroren                 | gevroren           |
| 2b     | sluiten        | sloot                   | sloten                 | gesloten           |
| 3a     | binden         | bond                    | bonden                 | gebonden           |
| 3b     | bergen         | borg                    | borgen                 | geborgen           |
| 3c     | helpen         | hielp                   | hielpen                | geholpen           |
| 4      | stelen         | stal                    | stalen                 | gestolen           |
| 5      | geven          | gaf                     | gaven                  | gegeven            |
| 6      | graven         | groef                   | groeven                | gegraven           |
| 7      | laten          | liet                    | lieten                 | gelaten            |

###### Klasse 1
Dit is de grootste klasse, die zo'n 50 wortels en met alle scheidbare en niet-scheidbare voorvoegsels erbij zo'n 300 werkwoorden in totaal bevat. De onbepaalde wijs en de tegenwoordige tijd bevatten de stamklinker ij, die in de verleden en voltooide vormen verandert in een lange e:
De meeste werkwoorden met ij in de stam behoren tot deze subgroep.
bezwijken, bijten, blijken, blijven, drijven, glijden, grijpen, hijsen, kijken, kijven, knijpen, krijgen, krijsen, krijten, kwijten, lijden, lijken, mijden, nijgen, nijpen, prijzen, rijden, rijgen, rijten, rijven, rijzen, schijnen, schijten, schrijden, schrijven, slijpen, slijten, smijten, snijden, spijten, splijten, stijgen, stijven, strijden, strijken, (aan)tijgen, verdwijnen, vijzen, vrijen, wijken, wijten, wijzen, wrijten, wrijven, zijgen, zwijgen.
Onder meer de volgende werkwoorden worden uitsluitend zwak vervoegd:
gijpen, hijgen, ijken, ijlen, inlijven, lijmen, lijnen, pijpen, prijken, prijzen (in bet. "van een prijs voorzien"), rijmen, rijpen, verstijven, vijlen.
Enkele werkwoorden kennen beide vormen: krijsen - krijste/krees; vrijen - vrijde/vree
Enkele zwakke werkwoorden met -ei- in de stam hebben onder invloed van klasse 1 een alternatieve sterke vervoeging erbij gekregen. Bekende voorbeelden zijn breien, zeiken en uitscheiden. Dergelijke vervoegingen behoren niet tot de standaardtaal.

###### Klasse 2
In deze klasse, naar grootte de derde, worden de verleden en voltooide vormen gekenmerkt door een lange -o-.
Klasse 2a heeft in de onbepaalde wijs -ie-, klasse 2b -ui-:
Klasse 2a bestaat uit: bedriegen, bieden, genieten, gieten, kiezen, klieven, liegen, rieken, schieten, verdrieten, verliezen, vlieden, vliegen, vlieten, vriezen, zieden
Klasse 2b bestaat uit: buigen, druipen, duiken, fluiten, fuiven, kluiven, kruien (verouderd), kruipen, (ont)luiken, pluizen, ruiken, schuilen, schuiven, sluiken, sluipen, sluiten, snuiten, snuiven, spruiten, spuiten, stuiven, tuigen, wuiven, zuigen, zuipen

###### Klasse 3
Deze klasse is de tweede naar grootte en wordt gekenmerkt door een korte klinker -i- (3a) of -e- (3b) gevolgd door een nasaal of liquide (m,n,ng,l,r) in de onbepaalde wijs. In de andere tijden verandert de klinker in een korte -o-:
Een kleine groep heeft -ie- gekregen in de verleden tijd (3c), waarschijnlijk onder invloed van klasse 7.
Tot klasse 3a behoren: beginnen, binden, blinken, (af)dingen, dringen, drinken, dwingen, glimmen, klimmen, klinken, krimpen, ontginnen, schrikken, slinken, spinnen, springen, stinken, verslinden, verzwinden, vinden, winden, winnen, wringen, zingen, zinken, zinnen
Tot klasse 3b behoren: bergen, delven, gelden, kerven, melken, schelden, schenden, schenken, smelten, treffen, trekken, vechten, vlechten, zenden, zwelgen, zwellen, zwelten, zwemmen
Tot klasse 3c behoren:(be)derven, helpen, sterven, werpen, werven, zwerven

###### Klasse 4
In deze vrij kleine klasse is er nog een verschil bewaard gebleven tussen de klinker van het enkelvoud en meervoud van de verleden tijd. Het Nederlands is een van de weinige Germaanse talen waarin van dat verschil nog iets te merken is.
breken - brak - braken - gebroken
Tot klasse 4 behoren bevelen, breken, komen, nemen, scheren, spreken, steken, stelen, wegen en zweren in de betekenis "etteren".
De werkwoorden scheren, wegen, zweren hebben de klinkers van de verleden tijd vervangen door een lange 'o'.

###### Klasse 5
Ook in deze klasse is er nog verschil tussen enkelvoud en meervoud van de verleden tijd, maar het deelwoord heeft hier een -e- in de stam:
geven - gaf - gaven - gegeven

Tot klasse 5 behoren: bidden, eten, geven, genezen, lezen, liggen, meten, treden, vreten, vergeten, weven, zitten
De werkwoorden bidden, liggen, zitten hebben een korte klinker in de tegenwoordige tijd en een lange klinker in het deelwoord.

###### Klasse 6
dragen - droeg - gedragen
graven - groef - gegraven
varen - voer - gevaren
Sinds de tijd van het Middelnederlands zijn een aantal werkwoorden uit deze klasse in de onvoltooid verleden tijd overgegaan tot de zwakke vervoeging. Dit heeft onder meer de volgende gemengde vervoegingen opgeleverd :
bakken - bakte - gebakken  (oorspronkelijke OVT: boek (of biek))
lachen - lachte - gelachen (oorspronkelijke OVT: loech)
laden - laadde - geladen  (oorspronkelijke OVT: loed)
malen - maalde - gemalen (oorspronkelijke OVT: moel)
Van enkele andere werkwoorden die oorspronkelijk alleen een zwakke vervoeging hadden, wordt de onvoltooid verleden tijd in modern Nederlands gevormd volgens de sterke vervoeging klasse 6:
vragen - vroeg - gevraagd
jagen - joeg (naast het nog steeds gangbare jaagde) - gejaagd

###### Klasse 7
In deze klasse is de klinker van het voltooid deelwoord dezelfde als van de onbepaalde wijs. De stamklinker van de verleden tijd is -i- of -ie-. Afhankelijk van uit welke klasse het werkwoord oorspronkelijk stamt is de andere klinker tamelijk verschillend:
met -aa-: blazen, laten, slapen, raden
met -a-: vallen, wassen
met -ang-: vangen, hangen (hebben beide -i- in de verleden tijd)
met -oo-: lopen, stoten
met -oe-: roepen
met -ou-: houden (heeft -ield in de verleden tijd), houwen
Ook deze klasse is enigszins aan slijtage onderhevig. De verleden tijd met -ie- in de stam wordt in modern Nederlands vaak vervangen door een zwakke vorm:
raden - ried / raadde - geraden
stoten - stiet / stootte - gestoten
wassen - wies / waste - gewassen
Enkele werkwoorden die ooit geheel volgens klasse 7 werden vervoegd, hebben in modern Nederlands uitsluitend een zwakke onvoltooid verleden tijd. Daarnaast hebben ze het sterke voltooid deelwoord op -en wel behouden. Tot dit type behoren bakken en braden, waarvan de verledentijdsvormen oorspronkelijk biek resp. bried luidden.

###### Andere klinkerwisselingen
tijgen - toog - getogen (trekken in de zin van "gaan" - Oorspronkelijk klasse 2a)
spugen/spuwen - spoog - gespogen (oorspronkelijk klasse 2b)
worden - werd - geworden (oorspronkelijk klasse 3b)
heffen - hief - geheven (oorspronkelijk klasse 6)
scheppen - schiep - geschapen (creëren - oorspronkelijk klasse 6)
zweren - zwoer - gezworen (een belofte doen - oorspronkelijk klasse 6)

##### Onregelmatige werkwoorden
Naast de hiervoor besproken geheel volgens vaste patronen vervoegde sterke en zwakke werkwoorden kent het Nederlands  een aantal werkwoorden met onregelmatigheden in de vervoeging, die soms ook in de tegenwoordige tijd afwijkende vormen kennen.
In de verleden tijd en het voltooid deelwoord van enkele veelvoorkomende werkwoorden treden naast de klinkerwisseling nog meer veranderingen op in de stam: zijn (geheel onregelmatig: was/waren), hebben (had, gehad), weten (wist, geweten) zien (zag, gezien),  doen (deed, gedaan) slaan (sloeg, geslagen), gaan (ging, gegaan) en komen (kwam, gekomen). Het werkwoord vriezen kent naast reguliere klinkerwisseling volgens klasse 2 ook de medeklinkerwisseling z→ r (vroor, gevroren).
Bij enkele van oudsher geheel zwakke werkwoorden zijn in de onvoltooid verleden tijd gaandeweg nieuwe veranderingen opgetreden. Dit is met name zo bij zullen, zeggen, kunnen en willen. In de onvoltooid verleden tijd enkelvoud van deze werkwoorden is mettertijd de uitgang -de weggevallen, samen met andere veranderingen in de stam.
Een andere kleine groep werkwoorden krijgt de normale uitgangen -te/-t in de verleden tijd en eventueel in het voltooid deelwoord als ook dit zwak is, maar heeft daarnaast in de stam de klankverschuiving naar -ch- doorgemaakt, al dan niet in combinatie met een klinkerwisseling. De bekendste werkwoorden van dit type zijn mogen (mocht, gemogen) kopen (kocht, gekocht) en denken (dacht, gedacht).

##### Toekomende tijd
De toekomende tijd wordt in het Nederlands gevormd door middel van het hulpwerkwoord zullen.

###### Onvoltooid tegenwoordige toekomende tijd
De onvoltooid tegenwoordige toekomende tijd (ottt) wordt gevormd door zullen te combineren met een infinitief. In bijna alle gevallen drukt deze werkwoordstijd een handeling of toestand uit die ergens in de toekomst plaatsvindt. De benaming "tegenwoordig toekomende" wijst erop dat het spreekmoment samenvalt met het uitgangspunt van waaruit men de tijdsverhoudingen bekijkt.
Voorbeelden:
- Hij zal meedoen aan de schaakwedstrijd.
- De raad zal te zijner tijd beslissen.

In enkele gevallen drukt de o.t.t.t. een belofte uit (1) of een waarschijnlijkheid (2):
1. Ik zal mijn best doen.
2. Ik zal rond kwart over drie arriveren.

In combinatie met de infinitief van gaan drukt de o.t.t.t. een handeling uit die in een verdere toekomst ligt, dan met (alleen) een andere infinitief.
- Ik zal gaan promoveren.

###### Voltooid tegenwoordig toekomende tijd
De voltooid tegenwoordig toekomende tijd (vttt) wordt in het Nederlands gevormd door het hulpwerkwoord zullen te combineren met het voltooid deelwoord van een werkwoord dat de handeling of toestand uitdrukt en een infinitief van hebben of zijn. Deze werkwoordstijd drukt een handeling of toestand uit die ergens in de toekomst voltooid zal zijn. De vttt vervangt min of meer de voltooid tegenwoordige tijd (v.t.t.), die hetzelfde kan uitdrukken.
1. Het doel zal volgende week bereikt zijn.
2. Het doel is volgende week bereikt.

1. Hij zal morgen weggelopen zijn.
2. Hij is morgen weggelopen.

###### Onvoltooid verleden toekomende tijd
De onvoltooid verleden toekomende tijd (ovtt) wordt gevormd door zou(den) te combineren met een infinitief. Deze werkwoordstijd drukt een handeling of toestand uit die vanuit een bepaald moment in het verleden bezien in de toekomst plaatsvindt. Aangezien het uitgangspunt om de tijdsverhoudingen te bepalen hier het verleden is, spreekt men over een "verleden toekomende" tijd
- Op 20 maart jongstleden zou ik hem aanvankelijk ontslaan.
- Op zijn volgende verjaardag zou hij 100 worden.

Indirecte rede kan ook weer omgezet worden in een directe rede met de o.v.t.t.
1. Peter zei: “Ik zal je schoenen poetsen.”
2. Peter zei dat hij mijn schoenen zou poetsen.

###### Voltooid verleden toekomende tijd
De voltooid verleden toekomende tijd (vvtt) wordt gevormd door een combinatie van zou(den) met de infinitief van hebben of zijn en een voltooid deelwoord. Deze werkwoordstijd drukt een handeling of toestand uit die vanuit een bepaald moment in het verleden bezien ergens in de toekomst moet hebben plaatsgevonden.
- Op 20 maart jongstleden zou ik aanvankelijk ontslagen zijn.
- Op zijn volgende verjaardag zou hij 100 jaar geworden zijn.

Een directe rede kan met behulp van de vvtt goed omgezet worden in een indirecte rede:
1. Peter zei vorige week: “Ik zal volgende week je schaatsen geslepen hebben.”
2. Peter zei dat hij deze week mijn schaatsen zou hebben geslepen.

##### Totaaloverzicht van de tijden
Met de bovenstaande richtlijnen kunnen van een onovergankelijk werkwoord in totaal 8 werkwoordstijden gevormd worden. Als het werkwoord overgankelijk is, komen daar nog 8 tijden van de lijdende vorm bij en zijn er dus 16 vormen:
| Tijd                                     | Actief                 | Passief                |
| ---------------------------------------- | ---------------------- | ---------------------- |
| Onvoltooid tegenwoordige tijd            | Ik bedank.             | Ik word bedankt.       |
| Onvoltooid verleden tijd                 | Ik bedankte.           | Ik werd bedankt.       |
| Voltooid tegenwoordige tijd              | Ik heb bedankt.        | Ik ben bedankt.        |
| Voltooid verleden tijd                   | Ik had bedankt.        | Ik was bedankt.        |
| Onvoltooid tegenwoordige toekomende tijd | Ik zal bedanken.       | Ik zal bedankt worden. |
| Onvoltooid verleden toekomende tijd      | Ik zou bedanken.       | Ik zou bedankt worden. |
| Voltooid tegenwoordige toekomende tijd   | Ik zal bedankt hebben. | Ik zal bedankt zijn.   |
| Voltooid verleden toekomende tijd        | Ik zou bedankt hebben. | Ik zou bedankt zijn.   |

De voltooide tijden worden gevormd met een van de hulpwerkwoorden "zijn" of "hebben", gevolgd door het voltooid deelwoord. Voor de toekomende tijd wordt gebruikgemaakt van het hulpwerkwoord "zullen", in combinatie met de infinitief en eventueel het voltooid deelwoord (voor de voltooide tijden). Vaker echter wordt de toekomende tijd gewoon met een tegenwoordige tijd uitgedrukt:

 Dat doe ik morgen wel.
De keuze tussen het hulpwerkwoord "hebben" of "zijn" is werkwoordsafhankelijk. Bij de meeste werkwoorden wordt altijd "hebben" gebruikt, een kleinere groep wordt met "zijn" vervoegd. Een nog kleiner aantal werkwoorden kan met beide werkwoorden vervoegd worden, wat soms een klein betekenisverschil oplevert.
Vervoeging met zowel hebben als met zijn 
'Wij hebben gefietst' en 'wij zijn gefietst' zijn beide juist; er is wel een licht betekenisverschil. In 'wij hebben gefietst' gaat het om de handeling, in 'wij zijn gefietst' om het einddoel. Het is dus: 'Wij zijn naar het station gefietst' en 'Wij hebben gisteren een heel eind gefietst.' Dit verschil speelt ook bij andere werkwoorden die een beweging aangeven: (mee)lopen, (mee)rijden, reizen, varen, enz.
Naast deze groep 'bewegingswerkwoorden' is er nog een groep werkwoorden die met zowel hebben als zijn vervoegd kunnen worden: werkwoorden die zowel overgankelijk (met een lijdend voorwerp) als onovergankelijk (zonder lijdend voorwerp) gebruikt kunnen worden: genezen, stoppen, trouwen, veranderen, verteren, enz. Met lijdend voorwerp worden deze werkwoorden vervoegd met hebben zonder lijdend voorwerp met zijn: 'De dokter heeft hem genezen', 'Hij is genezen', 'Het succes heeft haar erg veranderd', 'Zij is erg veranderd.'

## Het werkwoord naar functie in de zin
Hoewel er traditioneel ook andere indelingen zijn, kunnen de Nederlandse werkwoorden naargelang hun grammaticale functie in een negental groepen worden onderverdeeld. Daarbij moet wel worden opgemerkt dat er veel werkwoorden zijn die in meer dan een grammaticale functie gebruikt kunnen worden, maar dan soms een geheel andere betekenis hebben.
Statistiek van het huidig bestand van WikiWoordenboek

### Overgankelijke werkwoorden
Overgankelijke werkwoorden kennen naast een onderwerp ook een lijdend voorwerp. Zij vormen hun voltooide tijd met hebben.
Ik bekijk het schilderij.
Ik heb het schilderij bekeken.
De term overgankelijk (transitief) geeft aan er een overgang mogelijk is naar een lijdende vorm, waar het lijdende voorwerp de rol van onderwerp vervult. De hulpwerkwoorden die daartoe gebruikt worden zijn worden in de onvoltooide en zijn in de voltooide tijden.
Het schilderij wordt door mij bekeken.
Het schilderij is door mij bekeken.
Het huidig bestand van WikiWoordenboek

### Dubbelovergankelijke werkwoorden
Deze groep heeft naast een lijdend ook een meewerkend voorwerp. Hoewel dit niet door alle grammatici zo gezien wordt, zou men kunnen stellen dat er in het Nederlands een apart hulpwerkwoord bestaat dat het mogelijk maakt ook het meewerkende voorwerp tot onderwerp te maken, namelijk krijgen:
bedrijvende vorm: Jan schenkt de stichting een stuk land.
lijdende vorm: Het stuk land wordt door Jan aan de stichting geschonken.
meewerkende vorm: De stichting krijgt van Jan een stuk land geschonken.
In het Engels zijn dit soort constructies veel gebruikelijker en daar wordt voor beide vormen van overgankelijkheid hetzelfde hulpwerkwoord gebruikt.
Het huidig bestand van WikiWoordenboek

### Inergatieve werkwoorden
Deze groep kent geen lijdend voorwerp en wordt daarom soms ook 'onaccusatief' genoemd. Er is wel een onderwerp dat duidelijk als 'agens' optreedt. In de voltooide tijd krijgt deze groep hebben. De lijdende vorm is beperkt tot een onpersoonlijke vorm die meestal ingeluid wordt door er:
De hond blaft
De hond heeft geblaft
Er wordt geblaft
Er is geblaft.
De 'agens' kan (met het voorzetsel door) toegevoegd worden aan de onpersoonlijke lijdende zin:
Er wordt door deze hond veel geblaft.
Vaak wordt deze groep tot de 'onovergankelijke' (intransitieve) werkwoorden gerekend, maar 'beperkt overgankelijk' zou wellicht een juistere term zijn vanwege de onpersoonlijk lijdende vorm.
Het huidig bestand van WikiWoordenboek

### Ergatieve werkwoorden
Deze groep is veel strikter onovergankelijk dan de inergatieven: er zijn in het geheel geen lijdende vormen. In tegenstelling tot de inergatieven worden zij in de voltooide tijd niet met hebben, maar met zijn vervoegd.
Zij vertegenwoordigen meestal een proces dat min of meer vanzelf gebeurt. Er is dus wel een onderwerp, maar dit is niet echt een agens. Een goed voorbeeld is stollen:
Het vet stolt
Het vet is gestold.
Het vet is geen agens die een actie onderneemt, in plaats daarvan ondergaat het vet het stollingsproces. Een onpersoonlijke lijdende vorm hiervan is niet mogelijk:
Er wordt door het vet gestold.
Soms kunnen ergatieve werkwoorden ook als overgankelijke werkwoorden gebruikt worden, bijvoorbeeld: smelten
actief: ik smelt het vet
passief: het vet wordt door mij gesmolten
ergatief: het vet smelt.
Ergatief en passief hebben dus hetzelfde onderwerp het vet dat in beide gevallen het smeltproces ondergaat. Deze verwantschap wordt nog duidelijker in de voltooide tijd:
actief: ik heb het vet gesmolten.
passief: het vet is door mij gesmolten.
ergatief: het vet is gesmolten.
Bij de ergatief ontbreekt dus alleen de agens: 'door mij'. Anderszins zijn ergatief en passief identiek.
Ook ergatieve werkwoorden worden traditioneel tot de onovergankelijke werkwoorden gerekend, maar ook hier is die term niet erg toepasselijk. Een term als 'overgegane werkwoorden' zou misschien beter beschrijven dat het vet al de rol van onderwerp heeft overgenomen.
Veel werkwoorden van beweging zijn ergatief als er sprake is van een richting, maar inergatief als zij ongericht zijn:
ik ben naar huis gelopen. → (geen onpersoonlijke lijdende vorm)
ik heb hier veel gelopen. → er is hier veel gelopen.
Zoals het een inergatief betaamt, heeft alleen het laatste geval een onpersoonlijke lijdende vorm.
Het huidig bestand van WikiWoordenboek

### Wederkerende werkwoorden
Wederkerende werkwoorden worden vervoegd met hebben en gaan vergezeld van het wederkerende voornaamwoord zich. Er zijn twee soorten: verplicht wederkerend en wederkerend naar keuze.
Verplicht:
hij vergist kopjes
hij vergist zich.
Niet verplicht:
hij wast de kopjes.
hij wast zich.
Alleen in het laatste geval kan -zelf toegevoegd worden aan het voornaamwoord:
hij vergist zichzelf.
hij wast zichzelf.
Sommige overgankelijke werkwoorden hebben een wederkerend werkwoord naast zich in plaats van een ergatief:
De vogels verpreiden de ziekte.
De ziekte verspreidt zich.
Men spreekt dan wel van zich als een 'ergatiefspoor'. Zich wordt dan gezien als een overblijfsel van de ziekte wanneer het overgaat van lijdend voorwerp naar onderwerp.
Het huidig bestand van WikiWoordenboek

### Onpersoonlijke werkwoorden
Deze groep kent alleen een onpersoonlijk onderwerp het. Het voltooide hulpwerkwoord is hebben en er zijn in de regel geen lijdende vormen. In de huidige taal zijn het voornamelijk weersgesteldheden:
het regent
het heeft geregend
Er zijn een paar andere:
het spijt me
me dunkt dat ...
Het huidig bestand van WikiWoordenboek

### Werkwoorden die geen zelfstandig predicaat zijn
Deze werkwoorden hebben een aanvulling nodig om een predicaat te vormen, in tegenstelling tot de zelfstandige naamwoorden. Deze aanvulling kan ofwel een werkwoord zijn (bij de hulpwerkwoorden en modale werkwoorden) ofwel een naamwoord (bij de koppelwerkwoorden). Ze zijn vrij gering in aantal, maar zij worden bijzonder veel gebruikt en er zijn opmerkelijk veel naar vervoeging onregelmatige werkwoorden onder. Er kunnen drie groepen worden onderscheiden: hulpwerkwoorden, modale werkwoorden en koppelwerkwoorden, hoewel er over de toekenning tot deze groepen niet altijd overeenstemming bestaat.

#### Hulpwerkwoorden
Hulpwerkwoorden kunnen de syntactische eigenschappen van een zelfstandig werkwoord aanpassen. Zij komen in principe niet zelfstandig voor. De bekendste hiervan zijn:
zijn - vormt voltooide tijden van passieven en ergatieven
hebben - vormt overige voltooide tijden
zullen - vormt toekomende tijden
worden - vormt onvoltooide lijdende vormen
Sommige hulpwerkwoorden komen ook zelfstandig voor, maar hebben dan een andere betekenis:
krijgen - vormt meewerkende vormen van ditransitieven
raken - vormt ergatieve constructies, bijvoorbeeld: ik raakte verdwaald
doen - vormt actieve (causatieve) vormen van een ergatief, bijvoorbeeld: ik doe het smelten
laten - vormt actieve (causatieve) vormen van een ergatief, bijvoorbeeld: ik laat het smelten
gaan - vormt een onmiddellijke toekomende tijd, bijvoorbeeld: ik ga slapen
Een aantal werkwoorden van positie vormen contructies met een continu aspect:
Ik stond te denken.
Ik zat te breien.
Het huidig bestand van WikiWoordenboek

#### Modale werkwoorden
Modale werkwoorden geven de modaliteit van een zelfstandig werkwoord aan, dat wil zeggen ze geven de verhouding weer die er bestaat tussen de werkelijkheid en de beschrijving ervan die in het predicaat vervat zit. Het gaat hier om werkwoorden als kunnen, moeten, hoeven, willen. Zij krijgen meestal hebben in de voltooide tijd maar vervangen dan gewoonlijk hun voltooid deelwoord door de infinitief:
ik kan schaatsen
ik heb kunnen schaatsen
Het huidig bestand van WikiWoordenboek

#### Koppelwerkwoorden
Koppelwerkwoorden hebben een naamwoord nodig om hun betekenis compleet te maken, het zogenaamde naamwoordelijk deel van het gezegde. Het voornaamste koppelwerkwoord is zijn, de andere koppelwerkwoorden zijn: zijn, worden, blijven, blijken, lijken, schijnen, heten, dunken en voorkomen. Een aantal ervan neemt zijn in de voltooide tijden en is daarmee verwant aan de ergatieven.
Het huidig bestand van WikiWoordenboek